# Anna Morton

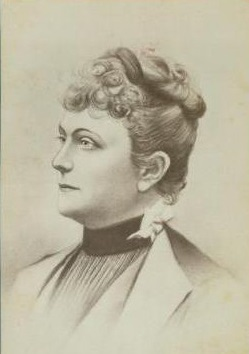
Anna Morton

Anna Livingston Reade Street Morton (* 18. Mai 1846 in Poughkeepsie, New York; † 14. August 1918 in Rhinebeck, New York) war die Ehefrau von Levi P. Morton, dem US-amerikanischen Vizepräsidenten unter Benjamin Harrison und dadurch Second Lady der Vereinigten Staaten sowie die First Lady von New York.

## Leben
Anna Livingston Reade Street war die Tochter von William und Susan Street. William I. Street war Rechtsanwalt und Bruder des Poeten Alfred B. Street. Susan Kearney war die Cousine von General Phil Kearney. Außerdem war einer ihrer Vorfahren Robert Livingston, 1st Lord of Livingston Manor. Sie besuchte die Madame Richards' Select School in New York City.
1873 wurde sie in New York die zweite Frau von Hon. Levi Parsons Morton, der von 1889 bis 1893 Vizepräsident war und von 1895 bis 1897 Gouverneur von New York. Das Paar bekam zusammen fünf Töchter. Anna Morton galt als kluge Frau und gute Gastgeberin, insbesondere nach der Krankheit und dem Tod der First Lady Caroline Harrison an Tuberkulose. Sie „became the leader of society in Washington, and there was never a more brilliant and popular leader than she. It was her innate graciousness, her innate tact, and her kindness of heart . . . which won her admiration and respect of all“. In ihrem Heim befanden sich viele Kunstwerke und ein Porträt von ihr selbst in einem karminroten Kleid von Bonnat.
Im Mai 1889 bereiste sie nach einem Nervenzusammenbruch zunächst Paris und anschließend die Heilbäder von Karlsbad und St. Moritz. Sie wurde dabei begleitet von ihrer Tochter Edith. Ihre angespannten Nerven waren aber nicht nur vorübergehend. 1892 begab sie sich nach Bar Harbor zu S. Mitchell in Behandlung, der sich auf die Behandlung von Frauen mit nervösen Störungen spezialisiert hatte. Seine Patientinnen mussten in abgedunkelten Räumen liegen und wurden von Krankenschwestern versorgt, ohne jede Anregung, Bücher, Schreiben oder aufzustehen.
Anna Livingston Street Morton starb an einem Herzleiden im Alter von 72 Jahren. Sie wurde im Rhinebeck Cemetery, Rhinebeck, New York beigesetzt.

## Kinder
Anna hatte mit ihrem Mann fünf Töchter, ein Sohn starb bereits als Kleinkind:
- Edith Livingston (* 20. Juni 1874) ⚭ 1900 William Corcoran Eustis of Washington
- Lena Kearney Morton (1875–1903)
- Helen Stuyvesant Morton (* 2. August 1876) ⚭ 1901 Boson duc de Talleyrand (1867–1952), Ehe wurde geschieden
- Sohn (1877–1878)
- Alice Morton (* 23. März 1879) ⚭ 1902 Winthrop Rutherfurd
- Mary Morton (* 11. Juni 1881)